# Desa Tarub (administrativ by i Indonesien, lat -6,92, long 109,18)
Desa Tarub är en administrativ by i Indonesien.   Den ligger i provinsen Jawa Tengah, i den västra delen av landet, 270 km öster om huvudstaden Jakarta.